# Петар Авесаламит
Свети Петар Авесаламит је хришћански мученик.
Родом је из Елевтеропоља у Палестини. У младим годинама пострадао за веру Христову у време цара Максимина, 311. године. После многих мука буде на смрт осуђен. Саслушавши смртну пресуду, он радосно узвикне: „То је једина жеља моја, да умрем за Бога мојега!“. Буде на крст распет, као и сам Господ, и на крсту издахне.
Српска православна црква слави га 12. јануара по црквеном, а 25. јануара по грегоријанском календару.